# イシュマエル

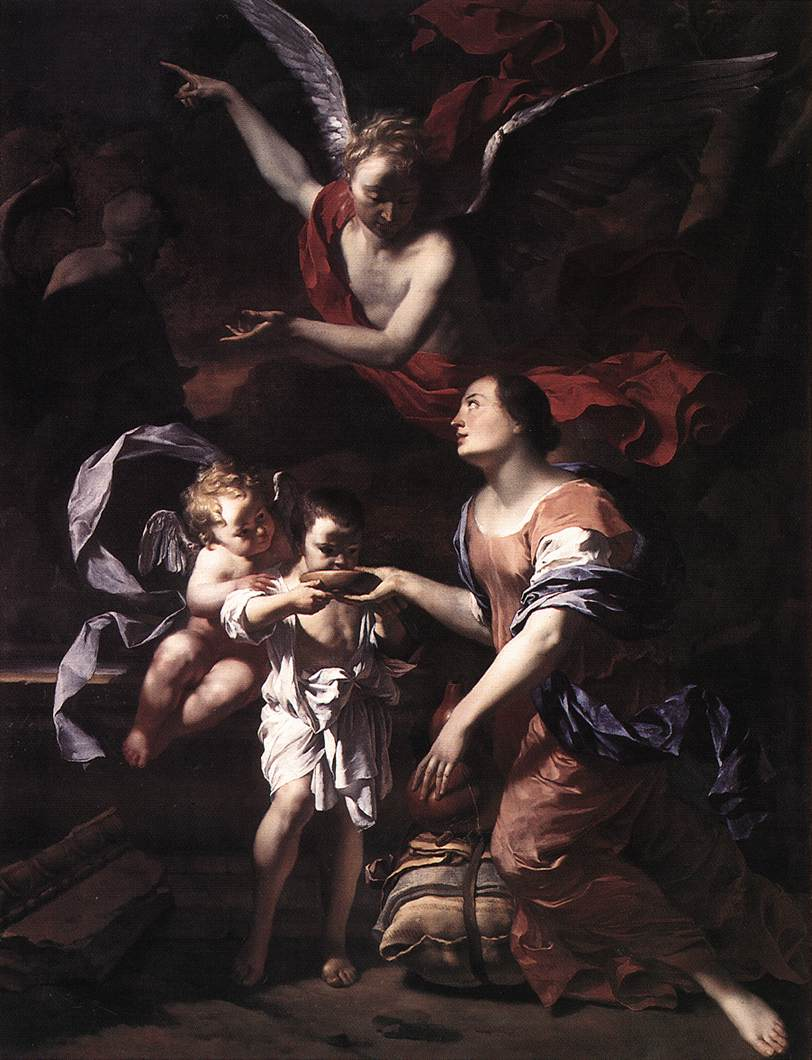
ハガルと荒野のイシュマエル（画：カレル・デュジャルダン）

イシュマエル（ヘブライ語:  יִשְׁמָעֵאל, 現代ヘブライ語: Yišmaʿel, イシュマエル、アラビア語: إسماعيل, Ismāʿīl, イスマーイール）は、85歳の老齢になるまで子宝に恵まれなかったアブラハムの長男。アブラハムの妻サラの所有していたエジプト人の女奴隷ハガルとの子。イシュマエルとはヘブライ語による読み方であり、アラビア語ではイシュマエルを「イスマーイール」という。

## 親と生涯
カナンの地に移住したアブラハムは子宝に恵まれなかった。すでに75歳だったサラは自分には子は授からないと思って、若い女奴隷ハガルを連れてきて、夫に床入りを勧め、高齢のアブラハムが奇跡的に身ごもらせた。しかし妊娠するとハガルはサラと不和になり、夫アブラハムは慣習に従い女主人に従うように命じたため、サラの辛い仕打ちに耐え切れなくなったハガルは身重の体で逃亡。神の使いの説得と加護を約束されて、ようやくハガルは帰還して出産することになるが、神の使いからは、息子はイシュマエル（「主は聞きいれる」の意）と名づけるように指示され（創世記. 16:11）、「彼は野生のろばのような人になる。彼があらゆる人にこぶしを振りかざすので人々は皆、彼にこぶしを振るう。彼は兄弟すべてに敵対して暮らす」との預言を受けていた（創世記. 16:12）。
ところが、再びアブラハムには主の啓示があり、今度は90歳になっていたサラが奇跡的に身ごもって出産。そうすると、庶子イシュマエルと妾が邪魔になったサラによって、母子は砂漠に放逐されるが、前述の神の使いの加護によって助かる。
ハガルの子として生まれたが、メソポタミアの法に従い、彼は奴隷主たるサラの子となった（創世記. 16:2）。彼は137歳で死んだ（創世記. 25:17）。

## 年齢について
イシュマエルの年齢については『創世記』内部でも一部矛盾する箇所があり、アブラハムが86歳の時に生まれ（創世記. 16:16）、アブラハムが100歳の時に弟のイサクが生まれた（創世記. 21:5）ので、イサクの乳離れ後に追放されたなら10代半ばのはずだが、第21章6節以後は追放されて母に担がれていくなど幼児のような扱いになっている。これは『創世記』自体が複数の出典（文書仮説を参照）の神話を元にまとめられたためで、『創世記』第16章の「出産前にハガルがサラと不仲になり出て行った」がヤハウェ資料（ヤハウィスト）でのイシュマエル追放（戻ってきたのは別資料と話をつなげたため）、21章の6節以後の「幼児のイシュマエルが母ハガルとともに追放された話」がエロヒム資料（エロヒスト）でのイシュマエル追放で、イシュマエルの年齢の元にした息子誕生時のアブラハムの年齢の記述はこの2つより後に纏められた祭司資料の内容とされる。

## ユダヤ教とキリスト教
ユダヤ教は、悔いてはいるが通常イシュマエルのことをよこしまな人物として見ていた。新約聖書では、イシュマエルへの言及をほとんど含んでいない。イシュマエルは、例えば律法としてのユダヤ教の象徴とされてきたが、現在イサクと比肩してみなす伝統は拒絶されているように、キリスト教の新しい伝統の象徴である。

## イスラーム
イスラームでは、イシュマエル（イスマーイール）に対しての非常に肯定的な見方で、神と神の使いの特別な加護のあった母子は神聖視されていて、イシュマエルを聖書内の比較でより大きな役割、預言者や犠牲の子として見る（考えがのちに普及したある初期の神学者によると）。例えば大巡礼（ハッジ）におけるザムザムの泉への往復は荒野に追われたハガル・イシュマエル母子を追体験するものとされている。

## アラブ人の先祖
ユダヤ人とイスラームの伝統の間では、イシュマエルを全てのアラブ人の先祖とみなしている。